# Łobzowo (województwo pomorskie)
Łobzowo (kaszub. Łobzowò, niem. Seehof) – wieś w Polsce, położona w województwie pomorskim, w powiecie bytowskim, w gminie Kołczygłowy.
| SIMC    | Nazwa  | Rodzaj    |
| ------- | ------ | --------- |
| 0746107 | Pustka | część wsi |

W pobliżu, w kierunku północno-zachodnim znajduje się tu jezioro Graniczne.
W latach 1945–1954 siedziba gminy Łubno. W latach 1954–1971 wieś należała i była siedzibą władz gromady Łobzowo, po jej zniesieniu w gromadzie Żabno. W latach 1975–1998 miejscowość administracyjnie należała do województwa słupskiego.
Wieś stanowi sołectwo gminy Kołczygłowy. 